# 山里永吉
山里 永吉（やまざと えいきち 1902年8月18日 - 1989年5月5日）は、沖縄の画家、作家。
沖縄県生まれ。日本美術学校中退。田河水泡、村山知義と交わる。『マヴォ』同人。1927年沖縄に帰り、脚本や新聞小説を執筆。1955年琉球政府立博物館長、琉球芸能連盟会長。脚本に「首里城明渡し」などがある。

## 著書
- 『山里永吉集』新星堂書房、1933
- 『琉球歴史物語』崎間書店、1965
- 『沖縄歴史物語』勁草書房、1967
- 『沖縄の文化財』監修・琉球政府文化財保護委員会 解説 経済評論社、1969
- 『壷中天地 裏からのぞいた琉球史』大晃印刷所、1969
- 『沖縄史の発掘』潮新書、1971
- 『沖縄人の沖縄 食喫ゆすど吾お王』第一法規出版、1971
- 『首里城内の女たち 初めて公開された首里城大奥の真実』沖縄文教出版、1972

## 参考
- コトバンク
- 沖縄県立博物館・美術館の沿革